# Más que noticias
Más que noticias (+QN), es un programa de televisión producido por Teletica. Es un espacio de noticias positivas. Es presentado por Johhny López, Juan Carlos Zumbado, Jose Miguel "JM" Cruz y Ernesto Herrera.  
Fue producido por la periodista Pilar Cisneros. En el 2013, después que Pilar Cisneros se pensionara de Teletica, Edgar Silva se convirtió en el nuevo director de +QN. En el 2014, Edgar Silva renunció al canal, dejando así a +QN sin director por el momento.
 Sin embargo, Gabriela Solano asumió ese cargo después de Silva. 
Durante la pandemia del COVID-19, los presentadores realizaron  el programa en vivo desde sus casas, y las personas entrevistadas realizaban por sí mismos los videos necesarios de su historia o negocio. 
El programa se transmite de lunes a viernes a las 6:30 p. m. por Teletica, Canal 7.

## Secciones
- Mar adentro[6]
- Pioneros
- Tocando vidas
- Tierra adentro
- Condimentos
- El abc de la salud
- Entrevistas diarias de fondo
- El Recetario de Johhny
- El mercadito de +QN
- La llamada de oro

Además de noticias adicionales (o "historias", como los presentadores de +QN le llaman).